# Староковыльный
Староковыльный — посёлок в Октябрьском районе Ростовской области.
Входит в состав Коммунарского сельского поселения.

## География

### Улицы
- ул. Делегатская,
- ул. Новая,
- ул. Полярная,
- ул. Садовая.

## История
В 1987 году указом ПВС РСФСР поселку участка № 4 совхоза № 10 присвоено наименование Староковыльный.

## Население
| 2010 |
| ---- |
| 80   |